# Campelo (Corgo)
Campelo (llamada oficialmente San Xulián de Campelo) es una parroquia y una aldea española del municipio de Corgo, en la provincia de Lugo, Galicia.

## Organización territorial
La parroquia está formada por cuatro entidades de población, constando tres de ellas en el anexo del decreto en el que se aprobó la actual denominación oficial de las entidades de población de la provincia de Lugo:
- Campelo
- O Mesón do Caldeiro
- Rioseco
- Vilamarín

## Demografía

### Parroquia
| Gráfica de evolución demográfica de Campelo (parroquia) entre 2000 y 2019 |
|                                                                           |
| Datos según el nomenclátor publicado por el INE.                          |

### Aldea
| Gráfica de evolución demográfica de Campelo (aldea) entre 2000 y 2019 |
|                                                                       |
| Datos según el nomenclátor publicado por el INE.                      |